# Hanseklang
hanseklang ist ein Hörspielverlag, der seit Januar 2012 mit Sitz in Kiel und Hamburg existiert.

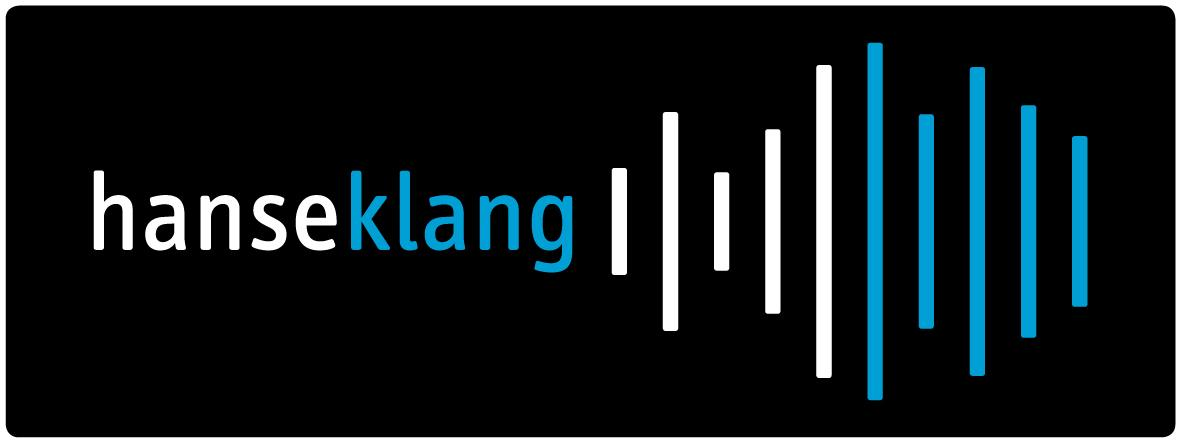
Offizielles Logo des Hörspielverlags hanseklang

## Profil
Der Hörspielverlag hanseklang (LC 30617) sieht sich selbst als Underground. Er verzichtet auf Fremdeinwirkung durch Werbeträger, bekannte Produktionsfirmen oder Vertriebe, um somit vollständige Kontrolle über alle Verlagsinhalte zu behalten. Es gehört zum Verlagskonzept, Umweltprobleme bzw. gesellschaftliche Missstände im Umweltbereich zu thematisieren. Hierzu arbeitet der Verlag mit Naturschutzvereinen wie dem BUND Schleswig-Holstein oder Viva con Agua de St. Pauli zusammen. Im ersten Jahr seines Bestehens fungierte der Verlag zudem als Label für die Hamburger Küchensessions von Jens Pfeifer, der jedoch bald sein eigenes Label gründete.

## Team
Inhaber ist Carsten Díaz (geborener Purfürst; Ehename seit Juli 2014), der für den Verlag unter dem Pseudonym „Hannes Moorhahn“ als Autor und Regisseur fungiert. Zu den Veröffentlichungen gehören das Kinderhörspiel Der kleine Kobold Schnapf sowie die Reihe Blauer Planet, bei der gleichermaßen Laien- und Profisprecher als auch Prominente in die Produktion mit einbezogen wurden.
Neben Carsten Díaz gehören zum Team von hanseklang sein Bruder Jörg Purfürst (Musik und Aufnahmeleitung), Felix Halbe (Musik und Produktion) sowie Jens Pfeifer (Produktion). Weitere Mitglieder sind Erik Mielenz (Grafiken) und Ingo Nehls (Webmaster).

## Produktionen

### Hörspielreihe „Blauer Planet“
Die Hörspielreihe Blauer Planet umfasst zehn Folgen für Hörer ab 16 Jahre. Alle Sprecher und sonstige Beteiligte wie Autoren oder Komponisten arbeiten ehrenamtlich. Für diese Hörspielreihe wurde der Begriff „EcoHorror“ geprägt, der den Raubbau an der Natur durch den Menschen ins Zentrum des Geschehens rückt. Elemente von Fantasy, Mystery und Science Fiction verschmelzen in einer komplexen Erzählstruktur, die darüber hinaus zeitliche Sprünge und eine Vielzahl handelnder Figuren aufweist, was dem Folgen der Handlung hohe Konzentration abverlangt.
Zu den Sprechern der Serie zählen u. a. Peter Heppner, Sonja Kirchberger, Charly Hübner, Anneke Kim Sarnau, Christoph M. Ohrt und Joachim Witt.
Heinz-Peter Göldner kommentierte nach Erscheinen der ersten Folge 1 im Literaturmagazin Bücher: „Zwei parallele Handlungsebenen, über die man nach der ersten Folge noch nichts abschließend sagen kann, runden das überaus positive Gesamtbild der ersten Folge ab und machen Lust auf weitere Fortsetzungen.“

### „Der kleine Kobold Schnapf“
Von der Hörspielreihe „Der kleine Kobold Schnapf“ sind bisher fünf Folgen auf zwei CDs erschienen. Sie ist für Kinder ab vier Jahren geeignet. Tief im Grimmerholz wohnt der kleine Kobold Schnapf in einer Baumhöhle. Er ist ein Faulenzer und liebt Blaubeer-Crepes, die niemand so lecker zubereiten kann wie Käpt’n Knurrhahn, dessen Kahn einst an der Küste des Käsemeeres gestrandet ist, und der vom kleinen Kobold Schnapf und seiner besten Freundin, dem Einhörnchen Lupine, oft besucht wird. Die Bewohner des Grimmerholz führen ein friedliches Leben – bis die Menschen eine Müllkippe am Rand des Waldes errichten und dem Schnapf somit zu seinem ersten Abenteuer verhelfen.
Reziratte kam bei der Rezension der ersten drei Folgen zum Fazit: „Drei kindgerecht spaßige und spannende Abenteuer von Schnapf und Lupine, die unaufdringlich darauf aufmerksam machen, dass man mit der Natur sorgsam umzugehen hat.“

### Wäldensteyn
Das „Live-“Hörspiel „Wäldensteyn“ (auch „Keyn Schlaf bis Wäldensteyn“) ist eine Steampunk-Satire. Es beschreibt die surreale Traumreise eines Soziologen in das fiktive Herzogtum Wäldensteyn. Die Handlung erinnert an ein Kriminalhörspiel, führt allerdings dessen Hang zur Logik ad absurdum, in dem mögliche Zusammenhänge demontiert werden, anstatt sie zu einer kongruenten Geschichte zu formen.

### Der Fjord
"Der Fjord" ist ein Mystery Drama mit Fantasy-Anleihen und handelt von der Geschichte eines jungen Kriegsheimkehrers, der sich in einen Konflikt mit seinem Bruder um eine Fremde aus einer anderen Zeit verstrickt. Die erste Folge des geplanten Dreiteilers erschien am 1. März, die 2. Folge am 1. November 2016, die 3. Folge am 15. Juni 2018. Die Hauptrolle des Filip Johansen wird von Roman Knižka gesprochen.

## Diskografie
- 2012
  - 40 Hamburger Küchensessions (Doppel-CD; Vertrieb: Broken Silence)
  - Blauer Planet (1) – Samael (später in der Version „Samael Redux“ neu veröffentlicht, Vertrieb: pop.de)
  - Blauer Planet (2) – Das Peter Pan Syndrom (Vertrieb: pop.de)
  - Blauer Planet (3) – Schmetterlinge (Vertrieb: pop.de)
  - Blauer Planet (4) – Aufbruch (Vertrieb: pop.de)

- 2013
  - Blauer Planet (5) – Ankunft (Vertrieb: pop.de)
  - Blauer Planet (6) – Feuermeer (Vertrieb: pop.de)
  - Blauer Planet (7) – Das Excalibur Prinzip (Vertrieb: pop.de)
  -  Der kleine Kobold Schnapf (1) – Müllalarm im Grimmerholz[3]
  -  Der kleine Kobold Schnapf (2) – Der Watschelnde Komposthaufen[3]
  -  Der kleine Kobold Schnapf (3) – Caipiranjas![3]
  -  Der kleine Kobold Schnapf (4) – Die Reise der Einhörner[3]
  -  Der kleine Kobold Schnapf (5) – Plastik, Ramsch und Rattenschreck[3]

- 2014
  - Blauer Planet (8) – Monster (Vertrieb: pop.de)
  - Blauer Planet (9) – Engel (Vertrieb: pop.de)

- 2015
  - Blauer Planet (10) – Emergo (Vertrieb: pop.de)
  - Wäldensteyn (Vertrieb: pop.de)

- 2016
  - Der Fjord (1) (Vertrieb: pop.de)
  - Der Fjord (2) (Vertrieb: pop.de)
- 2018
  - Der Fjord (3) (Vertrieb: pop.de)